# بالاتون (مینه‌سوتا)
بالاتون، مینه‌سوتا (به انگلیسی: Balaton, Minnesota) یک شهر در ایالات متحده آمریکا است که در مینه‌سوتا واقع شده‌است.

## خصوصیات
بالاتون ۴٫۰۹ کیلومترمربع مساحت و ۶۴۳ نفر جمعیت دارد و ۴۷۰ متر بالاتر از سطح دریا واقع شده‌است.